# Собор Тульских святых
Собор Тульских святых — группа святых православных подвижников, связанных с Тулой.  Празднование Собору Тульских святых в Русской Православной Церкви совершается 22 сентября (5 октября), в день памяти преподобного Макария Жабынского.
По числу вспоминаемых в соборе святых он является одним из самых многочисленных соборных праздников Русской церкви. В собор Тульских святых входят более 30 святителей, более 20 святых благоверных князей и княгинь, более 30 преподобных, несколько Христа ради юродивых.
В связи с тем, что на территории Тульской епархии находится Куликово поле, в число святых, чья память вспоминается в данном соборном празднике, вошли имена подвижников, связанных с Куликовской битвой. Днём празднования был выбран день памяти преподобного Макария Жабынского, отмечаемый через две недели после воспоминания битвы на Куликовом поле (8 сентября по юлианскому календарю).

## История
Сведения о подвижниках благочестия Тульской епархии были собраны частично протоиереем Алексием Соловьевым, частично келейницей архиепископа Максима, монахиней Евгенией. Как следует из описания деятельности созданной тогда в епархии комиссии, которая принимала решения, какие имена включать и какие не включать в состав Собора, вопрос о том, был ли канонизован тот или иной подвижник или нет, даже не ставился.
4 июля 1987 года архиепископ Тульский Максим (Кроха) подал рапорт Патриарху Пимену с просьбой учредить Собор Тульских святых с празднованием его 5 октября, на что получил благословение. Празднование установлено в 1987 году в канун 1000-летия Крещения Руси и 200-летия Тульской епархии по благословению патриарха Пимена.
Начались мероприятия по подготовке первого празднования тульским святым. По указанию архиепископа в проповедях прихожанам рассказывалось о тульских подвижниках. Написание иконы собору было выполнено мастером-палешанином Виктором Блиновым под надзором архиепископа Максима. Сам архиепископ составил службу Собору Тульских святых.
Первое празднование Собору Тульских святых состоялось в 1987 году в кафедральном Всехсвятском соборе, по приглашению архиепископа Максима в нём приняли участие архиепископ Курский и Белгородский Ювеналий (Тарасов) и епископ Владимирский и Суздальский Валентин (Мищук). В ноябре того же года архиепископ Максим освятил престол в Венёвском монастыре во имя собора Тульских святых и преподобного Пафнутия Боровского, что стало первым посвящением престола данному празднику.

## Состав собора
1. Свт. Николай арх. Мирликийский
2. Бл. Кнн. Борис и Глеб
3. Сщмч. Кукша Печерский
4. Прмч. Никон Печерский
5. Бл. Кн. Игорь Ольгович
6. Прп. князь-инок Никола Святоша Черниговский
7. Мчч. князь Михаил и боярин Феодор Черниговские
8. Бл. Кн. Александр Невский
9. Бл. Кн. Иоанн Калита
10. Свт. Феоктист арх. Черниговский
11. Прп. Александр Пересвет
12. Прп. Андрей Ослябя
13. Мч. Михаил Бренок
14. Бл. Кн. Дмитрий Донской
15. Свт. Пимен арх. Новгородский
16. Прп. Макарий Жабынский и Белёвский
17. Свт. Иларион еп. Крутицкий
18. Прп. Парфений Киевский
19. Блж. Иоанн Тульский
20. Блж. Евфросиния Колюпановская
21. Прп. Варсонофий Щегловский
22. Прп. Иаков Тульский
23. Свт. Иоанникий митр. Киевский и Галицкий
24. Сщмч. Онисим еп. Тульский
25. Сщмч. Петр Павлушков
26. Сщмч. Никита еп. Белёвский
27. Прмч. Исаакий 2 Оптинский
28. Свт. Агафангел митр. Ярославский
29. Прмч. Гурий Самойлов
30. Мц. Мария Лактионова
31. Мц. Агриппина Лесина
32. Сщмч. Николай Протасов
33. Сщмч. Алексий Зиновьев
34. Прмц. Мария Сапрыкина
35. Сщмч. Алексий арх. Великоустюжский
36. Прмц. Анфиса Сысоева
37. Прмц. Августа Защук
38. Сщмч. Александр арх. Семипалатинский
39. Сщмч. Игнатий еп. Скопинский
40. Сщмч. Иувеналий арх. Рязанский
41. Сщмч. Александр Щукин
42. Мц. Елисавета Тимохина
43. Сщмч. Алексий Филатово-Глебовский
44. Сщмч. Иларион арх. Верейский
45. Блж. Матрона Московская
46. Свт. Николай митр. Алма-Атинский